# Hongkongs överföring

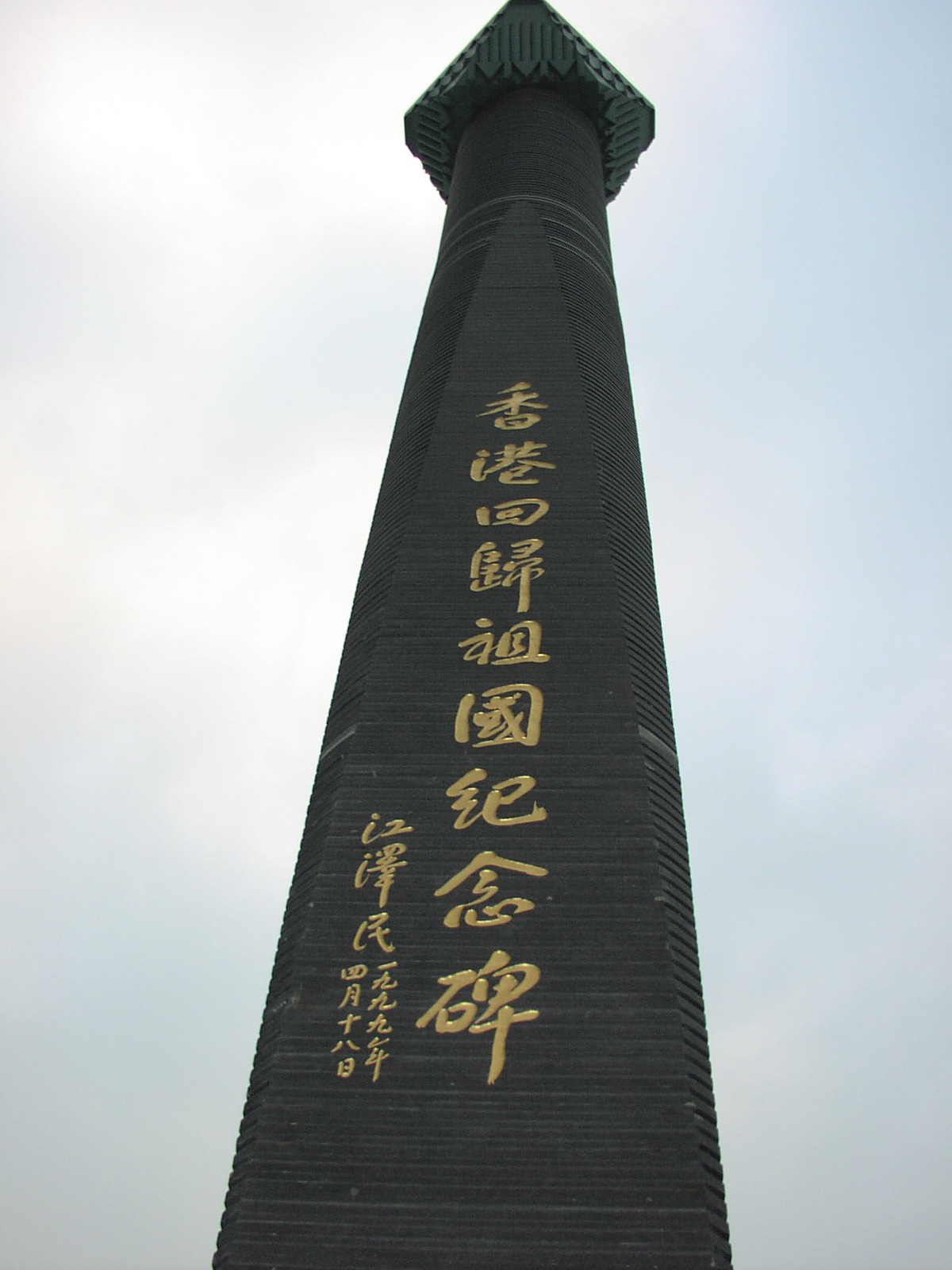
En obelisk om Hongkongs överföring

Hongkongs överföring (kinesiska: 香港主權移交; pinyin: Xiānggǎng zhǔquán yíjiāo, engelska: Transfer of sovereignty over Hong Kong) ägde rum mellan 30 juni och 1 juli 1997 i Hongkong och överlämnade stadens suveränitet från Storbritannien till folkrepubliken Kina. 

## Bakgrund
Hongkong blev en del av Brittiska imperiet i slutet av 1800-talet efter opiumkrigen. Ett avtal mellan Storbritannien och Qingdynastin överlämnade Hongkongön och Kowloonhalvön på motliggande stranden för eviga tider. År 1898 hyrde Storbritannien resten av Hongkong, de sk. Nya territorierna, i 99 år. I början av 1900-talet funderade Storbritannien på att lämna över sin koloni till Kina men ändrade sig under andra världskriget då Japan tog över kolonin. Efter kommunisternas seger i kinesiska inbördeskriget bestämde Storbritannien att behålla Hongkong.
Enligt Kinas ståndpunkt skulle Hongkong i sin helhet överföras till Kina trots att hyresavtalet gällde bara Nya territorierna. Kina var beredd att skicka in sin armé att erövra kolonin vid behov. Inte heller ett självständigt Hongkong, eller självständiga delar av Hongkong, skulle vara ett alternativ för Kina.
Storbritannien och Kina började förhandla om stadens framtid år 1979 då Hongkongs guvernör Murray MacLehose träffade Deng Xiaoping i Peking, men detta ledde inte till någonting konkret. År 1984 undertecknade Margaret Thatcher och Zhao Ziyang den sino-brittiska gemensamma deklarationen som skulle möjliggöra Hongkongs överlämnande till Kina. En del av saker skulle bevaras i oförändrat skick medan en del av saker skulle förändras:
| Bevarades | Förändrades |
| --- | --- |
| 1. Hongkongs specialstatus bevaras för 50 år. 2. Hongkongs dollar bevaras som stadens lagliga valuta. 3. Gränsen mellan Hongkong och Kina stannar kvar och kontrolleras av Hongkongs polis 4. Ortnamn från koloniala tider bevaras | 1. Ansvar för utrikespolitik överföras till Kina 2. Högsta domstolen kommer att grundas 3. Mötes- och organisationsfrihet begränsas så att verksamhet som är fientlig mot Kina förbjuds (bl.a. att stöda Taiwans självständighet) 4. Guvernören ersättas med en chefsminister |

## Överföringsceremoni
Överföringsceremonin planerades så att Hongkong överfördes till Kina vid midnatt den 1 juli 1997.
Guvernören Chris Patten lämnade sin officiella residens och höll ett tal. Ytterligare spelades det God Save the Queen och Pattens favoritlåt Highland Cathedral. Vid dygnskiftet fanns det 12 sekunders paus på grund av missförståelse.
Prins Charles och Patten tillsammans med hans familj lämnade Hongkong med kungliga jakten Britannia som eskorterades av fregatten HMS Chatham till först till Filippinerna och sedan till Storbritannien. Premiärministern Blair tillsammans med resten av brittiska tjänstemän flög från Hongkong till Storbritannien på British Airways.

### Gäster
- Kina: Jiang Zemin (kommunistpartiets generalsekreterare)
- Storbritannien: prins Charles (drottningens representant), Tony Blair (Storbritanniens premiärminister)
- Övriga: Madeleine Albright (USA:s utrikesminister), Yukihiko Ikeda (Japans utrikesminister[11]), Alexander Downer (Australiens utrikesminister[12])

Källa:

## Konsekvenser
Enligt den sino-brittiska gemensamma deklarationen ska Hongkong vara en särskild administrativ region av folkrepubliken Kina tills 2047. Kina har inte avslöjat vad kommer att hända efter detta. Alternativ inkluderar att fortsätta med specialstatus, avskaffa den eller något mellan de två.
Hongkongs överföring kan anses vara Brittiska imperiets officiella slut eftersom Hongkong var den sista märkbara kolonin som hörde till Storbritannien.
Då Hongkong blev en del av Kina representerade staden 18 % av hela landets ekonomi men detta har sedan fallit till 2 % år 2021.
Många Hongkongbor var pessimistiska mot Kina som nya stadens nya ägare. Detta började redan efter protesterna och massakern på Himmelska fridens torg år 1989 då Hongkongs lagstiftande organ började kräva att Hongkongborna skulle ha rätten till att flytta till Storbritannien. År 1992 fick myndigheterna rekordmånga 66 000 ansökan. Vid sidan av Storbritannien var också Kanada, Tonga och Singapore populära destinationer till Hongkongborna som ville lämna staden.